# Somme
Somme este un departament în nordul Franței, situat în regiunea Hauts-de-France. Este unul dintre departamentele originale ale Franței create în urma Revoluției din 1790. Este numit după râul omonim care traversează departamentul. Pe teritoriul departamentului s-au dus unele dintre cele mai importante lupte din Primul Război Mondial, existând astfel multe monumente muzee și cimitire.

## Localități selectate

### Prefectură
- Amiens

### Sub-prefecturi
- Abbeville
- Montdidier
- Péronne

### Alte localități
- Belloy-Saint-Léonard
- Doullens

## Diviziuni administrative
- 4 arondismente;
- 46 cantoane;
- 782 comune;